# Scenes from My Life
Albums de Richard Bona
Reverence
(2001)
Scenes From My Life est le premier album studio de Richard Bona sorti en 1999 sur le label Sony Music.

## Liste des morceaux
Toutes les chansons sont écrites et composées par Richard Bona, sauf mention contraire.
| 1.    | Dipita                                            | 4:29 |
| 2.    | New Bell                                          | 4:27 |
| 3.    | Souwedi Na Wengue (Frédéric Favarel/Richard Bona) | 3:38 |
| 4.    | Eyala (Pascal Danae/Richard Bona)                 | 4:36 |
| 5.    | Djombwe                                           | 5:32 |
| 6.    | Te Dikalo                                         | 4:16 |
| 7.    | One Minute (Harry Sebastian/Richard Bona)         | 4:31 |
| 8.    | Muna Nyuwe                                        | 3:36 |
| 9.    | Na Mala Nde                                       | 4:23 |
| 10.   | Konda Djanea                                      | 5:02 |
| 11.   | Eyando                                            | 4:29 |
| 12.   | Messanga                                          | 3:58 |
| 52:34 |                                                   |      |

## Musiciens
- Richard Bona - Orgue, guitare acoustique & électrique, basse, percussions, claviers, chant, kalimba, maracas Mbira, vocoder
- Michael Brecker - Saxophone tenor
- Kenneth Burward-Hoy - Violon, alto
- Virginia Burward-Hoy - Violoncelle
- Frédéric Favarel - Guitare acoustique, électrique & steel
- Alune Faye - Percussions, sabar
- Jeremy Gaddie - Batterie
- Edsel Gomez - Piano
- Omar Hakim - Batterie
- Aaron Heick - Saxophone alto
- Ari Hoenig - Batterie
- Jeffrey Levine - Contrebasse
- Colette Michaan - Flute
- Mara Milkis - Violon
- Jean-Michel Pilc - Piano
- Luisito Quintero - Percussions
- Mokthar Samba - Batterie
- Étienne Stadwijk - Claviers
- Stephan Vera - Batterie
- Belinda Whitney-Barratt - Violon